# Бузеїрська печера
Бузеїрська печера (азерб. Buzeyir mağarası) — печера в Лерікському районі Азербайджану. Є першою печерною стоянкою палеолітичного періоду в Талишських горах.
Печера розташована на лівому березі річки Зувандчай, на вершині гори Деліклі-Даш, за 3 км на схід від селища Бузеїр, на висоті 1640 м над рівнем моря. Довжина печери 17 м, ширина — 10-13 м.
Печеру виявлено в ході археологічної експедиції 1985 року в Ленкоранський, Лерікський і Масаллинський райони під керівництвом А. Г. Джафарова. Під час розкопок у печері виявлено кам'яні вироби і точені кістки тварин, що відносяться до палеоліту.

## Історія
В результаті археологічної розвідки в долині Зувандчай виявлено печери і гірські притулки. Територія регіону Лерік — це Талишський хребет уздовж кордону з Іраном, за яким слідує хребет Пештасар на півночі, а потім хребет Буровар. Між хребтами Талиш і Пештасар розташований Зувандський басейн. Найвищі вершини — Кюмюркей (2492 м) і Кизюрди (2433 м). Талишські гори, утворені головним чином протягом третього геологічного періоду, є продовженням Малого Кавказу. На відміну від Малого Кавказу, в Талишських горах утворились вулканічні печери. Вершини Талишських гір повністю оголені. Рослинність — переважно рідколісся, лісисті луки та гірські ліси. Під час археологічних досліджень виявлено кілька печер.
Бузеїрська печера розташована на 9-му кілометрі дороги Лерик-Бузеїр, на лівому березі річки Зувандчай, за 3 км на схід від села Бузеїр. Довжина печери становить 12 м, її ширина — 5-6 м, а висота — 2,5 м (від ґрунтового осаду).

## Археологічні дослідження
Наукові дослідження середніх палеолітичних таборів Азербайджану надають інформацію про спосіб життя людей, які жили тут, конструкцію будівель і мисливське господарство, а також про неандертальський тип населення під час культури Мустьє.
Під час археологічних розкопок, проведених у печері знайдені камені і кістки впольованих тварин, що відносяться до періоду палеоліту. В печері Бузеїр проведено близько 74 археологічних розкопок.
Внаслідок археологічних досліджень, проведених на території Азербайджанської Республіки в період від 1953 до 2003 року, вивчено і досліджено печери Азиха (III шар), Таглар, Дашсалахли, Дамчі, Казма і Бузеїр, що відносяться до культури середнього палеоліту і мустьє.
Під час археологічних розкопок палеолітичної археологічної експедиції у 1985, 1990 та 2007 роках у багатошаровому таборі Бузеїр зареєстровано шість шарів археологічних розкопок:
- Перший шар складається з перегною та чорнозему. Знайдено фрагменти середньовічних глиняних горщиків. Товщина шару становила 5-7 см.[5]
- Другий шар складається з жовтої глини. Під час археологічних розкопок, проведених на другому шарі, знайдено численні уламки глиняних горщиків. Товщина другого шару становить 40-45 см.
- Третій шар складається з сірувато-жовтої глини. В ньому виявлено залишки кісток впольованих тварин. Товщина цього шару 32-35 см.
- Четвертий шар складається з сірозему. Товщина шару становила 25-30 см.
- П'ятий шар — шар темно-жовтого глинистого ґрунту. В його структурі виявлено поодинокі залишки гірських порід. Товщина цього шару становила 50-55 см. Під час археологічних розкопок у шарі знайдено скам'янілості і вироби з каменю.
- Шостий шар складається зі світло-жовтого піску. У ньому виявлено уламки гірських порід, що падали з даху печери. Товщина цього шару становила 35-40 см.[6]